# Чангџи
Чангџи (长治) град је Кини у покрајини Шанси. Према процени из 2009. у граду је живело 722.571 становника.

## Становништво
Према процени, у граду је 2009. живело 722.571 становника.
| 1990.   | 2000.   | 2009    |
| ------- | ------- | ------- |
| 552.255 | 653.481 | 722.571 |